# Candyce McGrone
Candyce McGrone (* 24. März 1989) ist eine US-amerikanische Sprinterin.
Bei den US-Meisterschaften 2015 qualifizierte sie sich als Zweite über 200 m für die Leichtathletik-Weltmeisterschaften in Peking, bei denen sie Vierte wurde.
Für die University of Oklahoma startend wurde sie 2011 NCAA-Meisterin über 100 m.

## Persönliche Bestleistungen
- 60 m: 7,21 s, 26. Februar 2012, Albuquerque
- 100 m: 11,00 s, 25. Juni 2015, Eugene
- 200 m: 22,01 s, 28. August 2015, Peking
  - Halle: 22,84 s, 11. März 2011, College Station